# Hesham Bahari
Hesham Bahari, född 7 oktober 1954 i Libanon, är en svensk-libanesisk författare, översättare och förläggare. Han är främst känd som översättare av arabisk litteratur till svenska och för att genom sina översättningar och sin förlagsverksamhet med förlaget Alhambra ha presenterat arabiskspråkiga författare som nobelpristagaren Naguib Mahfouz för svensk publik.

## Biografi
Bahari fick sin utbildning på en fransk jesuitskola i Kairo. 1973 lämnade han Mellanöstern och han kom till Sverige 1976.  Efter lingvistikstudier i Lund grundade han bokförlaget Alhambra. Tre månader efter den officiella starten fick förlagets första utgivna författare, egyptiern Naguib Mahfouz, Nobelpriset i litteratur. Sedan dess har Alhambra publicerat ett par hundra böcker, varav många klassiker av bland andra Ibn Khaldun, Fernand Braudel, Ibn Arabi, Jacques Berque, Adonis och Amin Maalouf. Alhambras Pocketencyklopedi, som startades 1992, omfattar idag ett nittiotal titlar och är Sveriges största populärvetenskapliga serie.
Förutom sitt arbete som bokförläggare har Bahari skrivit två romaner, Kyss marken med pannan! och Det sprängda huset, samt essäsamlingen Alhambrabreven och Nomadens ode över livets flyktighet, en tolkning med kommentarer av den förislamske poeten Tarafa ibn al-Abds ode från 500-talet. Ner med nästa president! - ungdomens revansch är hans femte bok. Hesham Bahari har även verkat som översättare. Hans översättning av Adonis stora lyriska verk Boken, platsens gårdag nu, del I (Alhambra 2005) kallades av Anders Cullhed i DN för ”en storståtlig översättning i en grann utgåva” och ”en av vårt sekelskiftes märkvärdigaste diktskapelser”. Mellan 2005 och 2010 har Hesham Bahari även arrangerat kulturresor och ökenexpeditioner till Egypten.
2002 tilldelades Hesham Bahari De Nios översättarpris. 2006 fick han ett femårigt arbetsstipendium från Sveriges författarfond, vilket möjliggjorde fullbordandet av andra delen av Boken, platsens gårdag nu som publicerades 2014.
Hesham Bahari har också skrivit artiklar om kultur i Dagens Nyheter, Svenska Dagbladet, Göteborgs-Posten,  Sydsvenska Dagbladet, Agora, 00-Tal m.fl.

### Egna skrifter
- Bahari, Hesham (1987) Kyss marken med pannan! Lund: Bakhåll. ISBN 91-7742-039-X
- Bahari, Hesham (1988) Det sprängda huset. Lund: Alhambra. ISBN 91-87680-01-7
- The Wrath of the Damned (2002) An Anthology from Danish Pen, H. Bahari m.fl. Louisiana: Denmark. ISBN 87-989812-1-8
- Bahari, Hesham (2007) Kyss marken med pannan! Furulund: Alhambra. ISBN 978-9188992-76-5 (Andra rev. upplagan)
- Bahari, Hesham (2008) Alhambrabreven. Furulund: Alhambra. ISBN 978-91-88992-80-2
- Bahari, Hesham (2011) "Ner med nästa president! Ungdomens revansch i arabvärlden". Furulund: Alhambra ISBN 978-91-86063-18-4

### Översättningar (urval)
- Adonis (1987) Den förälskade stenens tid. Lund: Bakhåll. ISBN 91-7742-045-4
- Mahfouz, Naguib (1987) Sorl över Nilen (översatt tillsammans med Astrid Ericson Bahari)  Lund: Bakhåll. ISBN 91-7742-047-0
- Mahfouz, Naguib (1988) Miramar (översatt tillsammans med Ulla Ericson) Lund: Alhambra. ISBN 978-91-87680-02-1
- Mahfouz, Naguib (1988) Respektable herrn (översatt tillsammans med Ulla Ericson) Lund: Alhambra. ISBN 978-91-87680-03-8
- Leckius, Ingemar (1989) [7 dikter] (översättning till arabiska) Paris: Mawaqif.
- Halasa, Ghalib (1990) Sandstormen (översatt tillsammans med Astrid Ericson Bahari)Furulund: Alhambra. ISBN 978-91-87680-06-9
- Mahfouz, Naguib (1990) Hösten och vaktlarna (översatt tillsammans med Ulla Ericson)Furuund: Alhambra. ISBN 91-87680-09-2
- Adonis (1990) Sånger av Mihyar från Damaskus (översatt tillsammans med Ingemar & Mikaela Leckius) Furulund: Alhambra. ISBN 978-91-87680-17-5
- Adonis (1991) En introduktion till arabisk poetik ((översatt tillsammans med Astrid Ericson Bahari) Furulund: Alhambra. ISBN 978-91-88992-23-9
- Habibi, Emile (1991) Sa'id Peptimisten (översatt tillsammans med Ulla Ericson) Furulund: Alhambra. ISBN 978-91-87680-20-5
- Naoum, Nabil (1993) Kairo är en liten stad. Översättning: Line Ahrland och Hesham Bahari. Furulund: Alhambra. ISBN 978-91-87680-27-4
- Rondot, Philippe (1995) Syrien. (Alhambras Pocketencyklopedi) (översatt tillsammans med Line Ahrland) Furulund: Alhambra. ISBN 978-91-87680-71-7
- Faivre, Antoine (1995) Esoterismen (översatt tillsammans med Cecilia Franklin) Furulund: Alhambra. ISBN 978-91-87680-73-1
- Adonis (2001) En tid mellan askan och rosorna (översättning: Hesham Bahari, Sigrid Kahle, Ingvar Rydberg, Ingemar & Mikaela Leckius) Furulund: Alhambra. ISBN 978-91-88992-47-5
- Shukri, Muhammed (2002) Det nakna brödet (översatt tillsammans med C. G. Liungman) Furulund: Alhambra. ISBN 978-91-88992-57-4
- Ekelöf, Gunnar (2005) Färjesång (översättning till arabiska) Muscat, Oman: Nizwa.
- Adonis (2005) Boken, Platsens gårdag nu, Del I, Furulund: Alhambra. ISBN 978-91-88992-82-6 (Andra upplagan 2006)
- Adonis (2006) Detta är mitt namn (Översättning: Hesham Bahari, Sigrid Kahle, Ingvar Rydberg, Ingemar & Mikaela Leckius) Furulund: Alhambra. ISBN 978-91-88992-85-7
- Tarafa ibn al-Abd (2011) "Nomadens ode över livets flyktighet" (översättning, förord, kommentarer och lexikon) Furulund: Alhambra. ISBN 978-91-86063-19-1
- Al-Niffari, Muhammad ibn Abd al-Jabbar al-Hasan, (2013) "Anhalternas bok" (översatt tillsammans med Öjevind Lång) Förord av Hesham Bahari. Furulund: Alhambra. ISBN 978-91-86063-28-3
- Al-Rahbi, Sayf, (2014) "Soldaten som såg fågeln i drömmen" . Furulund: Alhambra. ISBN 978-91-87771-38-5
- Adonis (2014) Boken, Platsens gårdag nu, Del II. Furulund: Alhambra. ISBN 978-91-87771-40-8
- Suzanne Pinckney Stetkevych, (2014) Stumma stenars dunkla tal - Labids ode och övergångsriten. Furulund: Alhambra. ISBN 978-91-87771-33-0
- Abd al-Wali, Muhammad, (2015) "San'a - Öppen stad" (översatt tillsammans med Astrid Ericson Bahari). Furulund: Alhambra. ISBN 978-91-87771-32-3
- Jean-Pierre Schumacher och Nicolas Ballet, (2016) "Tibhirines anda" (översatt tillsammans med C G Liungman). Furulund: Alhambra. ISBN 978-91-87771-28-6
- Suzanne Pinckney Stetkevych, (2017) "Förislamisk poesi och ritualens poetik" (översatt tillsammans med Astrid Ericson Bahari). Furulund: Alhambra. ISBN 978-91-87771-21-7
- Khairi Shalabi, (2018) "Härbärget" (medöversättare Astrid Ericson Bahari). Furulund: Alhambra. ISBN 978-91-87771-19-4
- Adonis (2018) Boken, Platsens gårdag nu, Del III. Furulund: Alhambra. ISBN 978-91-87771-15-6

## Priser och utmärkelser
- 2002 – De Nios översättarpris